# 1988 VM2
1988 VM2 är en asteroid i huvudbältet som upptäcktes den 10 november 1988 av de båda japanska astronomerna Masaru Arai och Hiroshi Mori vid Yorii-observatoriet i Japan.
Asteroiden har en diameter på ungefär 5 kilometer.